# Episodi di Tracy e Polpetta (sesta stagione)
La sesta stagione della serie televisiva 'Tracy e Polpetta' è stata trasmessa in Italia nel 2009 su Rai 2.
| nº | Titolo                          | Prima TV Italia |
| -- | ------------------------------- | --------------- |
| 1  | Bidoni in amore                 | ?               |
| 2  | Tracy e il mostro dei numeri    | ?               |
| 3  | L'atleta smemorato              | ?               |
| 4  | Assaggia che ti passa           | ?               |
| 5  | L'amica virtuale                | ?               |
| 6  | La bambola bla...bla...         | ?               |
| 7  | Il pirata collezionista         | ?               |
| 8  | La gara della frittella         | ?               |
| 9  | A che gioco giochiamo?          | ?               |
| 10 | L'aquilone dispettoso           | ?               |
| 11 | Computer per tutti              | ?               |
| 12 | Piccole farfalle crescono       | ?               |
| 13 | La doccia scozzese              | ?               |
| 14 | La pianta aggressivora          | ?               |
| 15 | Tracy rockstar                  | ?               |
| 16 | La maledizione della spazzatura | ?               |
| 17 | Artisti del furto               | ?               |
| 18 | Polpetta e la mangiatona        | ?               |
| 19 | Con chi vai in vacanza?         | ?               |
| 20 | Grazie del ringraziamento       |                 |
| 21 | Vado vendo e gioco!             |                 |
| 22 | Il maniaco dell’ordine          | ?               |
| 23 | ?                               | ?               |
| 24 | ?                               | ?               |
| 25 | ?                               | ?               |
| 26 | ?                               | ?               |

## Bidoni in amore

### Trama
Bill è innamorato di Rosa Carta, un cestino rosa per la raccolta della carta. Secondo i piani di Bill, durante una cena, Rosa riceverà un anello di fidanzamento, ma Van Ruben vuole rovinare tutto e invita a casa il fratello di Bill, un famoso bidone di nome Jagger. Per colpa delle parole dette da Van Ruben, tra Bill e Jagger nasce una rivalità che termina con un duello di magia per la conquista del cuore di Rosa Carta.
Alla fine del duello Rosa Carta conferma il suo amore per Bill, facendo commuovere anche Van Ruben, che durante la cena inizia a suonare un vecchio violino stonato.

## Tracy e il mostro dei numeri

### Trama
Van Ruben desidera iniziare a guadagnare soldi impartendo lezioni di danza e come suo primo cliente si presenta un goffo Mostro di Frankenstein, mentre Tracy avrebbe bisogno di silenzio per svolgere i suoi compiti di matematica, quindi, per poter lavorare in pace, decide di aiutare Van Ruben. Il mostro scopre di possedere la capacità di aspirare nei polmoni tutti i numeri che trova in casa, compresi quelli dei compiti di Tracy. Grazie ai numeri il mostro riesce finalmente a danzare, ma deve restituirli perché tutti hanno bisogno di utilizzarli. Bill riesce ad aiutare il mostro donandogli una sveglia magica come cuore, ma Ruby lo rincorre quando scopre che non è stato disattivato l'allarme della sveglia. 

## Assaggia che ti passa

### Trama
Il cuoco della scuola di Tracy prepara dei piatti pessimi e per questo motivo è molto triste. 
Polpetta è convinto di poterlo aiutare, ma in realtà lo aiuta a preparare solo pietanze disgustose con il sapore degli insetti. 
Tracy e Van Ruben si fanno preparare una cena, ma il risultato è peggio di prima. 
Secondo Bill la soluzione potrebbe essere quella di diventare un cuoco per gli animali dello zoo, a cui gli insetti piacciono molto.

## L'amica virtuale

### Trama
Tracy prova ad usare il computer per fare i compiti e scopre che è possibile inviare e-mail a nuovi amici virtuali. 
Tracy confida i suoi segreti agli amici virtuali, ma Polpetta scopre che a ricevere le e-mail è una compagna di Tracy: Jamima. 
Jamima vuole utilizzare queste confidenze private per prendersi gioco di Tracy, ma Polpetta riesce a metterla a tacere.

## La bambola bla...bla...

### Trama
Tracy riceve un insolito regalo: una bambola parlante, che quando parla si lamenta continuamente di tutto. 
La bambola chiede a Tracy di fare cose poco gentili nei confronti dei suoi amici fino a che questi vengono cacciati da casa. 
Bill aiuta Tracy a capire che il suo comportamento è cambiato, tanto che la bambola viene chiusa in una scatola e spedita altrove.

## Il pirata collezionista

### Trama
Van Ruben sta aspettando l'arrivo del pirata Drake "il terribile", con il quale ha un vecchio debito che deve essere saldato.
Quando il pirata Sir Drake (interpretato da Gregory Eve) arriva, si dimostra molto interessato a Polpetta e per fare conoscenza cerca di sembrare molto gentile anche con Tracy. 
Sir Drake chiede il peso e le misure di Polpetta e lo invita a casa per fargli vedere la sua collezione di vermi.
A casa di Sir Drake, però, Tracy e Polpetta finiscono entrambi chiusi in una cella. Bill convince Van Ruben a salvare i due amici che hanno finalmente capito che la collezione di Sir Drake è fatta da animali impagliati e che non devono fidarsi di chi fa troppi complimenti.
Alla fine si scopre che la storia potrebbe avere un seguito dato che Van Ruben ha consegnato a Sir Drake delle monete false.

## La gara della frittella

### Trama
Domani è una festività tradizionale inglese chiamata 'Pancake day', dove si può gareggiare ad una corsa in cui si fa volteggiare una frittella in una padella. 
Van Ruben vorrebbe vincere il premio di questa corsa, ma per poter partecipare è costretto a travestirsi da donna.
Anche Tracy parteciperà insieme a miss Petulina, ma Van Ruben commette scorrettezze per superare tutte le altre concorrenti.
Alla fine Van Ruben riesce ad arrivare primo, ma scopre che il premio è un bacio ed un mazzo di fiori, e quindi li rifiuta.
In questo modo il bacio va a miss Petulina e i fiori vanno a Tracy.

## A che gioco giochiamo?

### Trama
Tracy passa tutto il suo tempo con un videogioco portatile, trascurando anche la sua vita reale. Per tentare di liberare Tracy viene chiamata in aiuto Hypnotichella, la zia di Van Ruben (già incontrata nell'episodio Cuori di budino (st.5). Dopo la seduta ipnotica, il videogioco passa da Tracy a Van Ruben che inizia a sua volta a giocare, mentre tutti gli altri iniziano a giocare al salto della corda e al gioco della campana. Per convincere Van Ruben ad uscire dalla sua dipendenza, gli viene proposto di vincere delle monete d'oro, ma in questo modo Van Ruben inizia ad avere nuove dipendenze dal gioco e in questo caso nemmeno la magia di Bill riesce più ad essere di aiuto.

## L'aquilone dispettoso

### Trama
In questo episodio si insegnano i nomi degli strumenti per il fai da te. Bill aiuta Van Ruben a costruire un nuovo aquilone per una gara, e Tracy e Polpetta lo prendono in prestito senza chiedere il permesso. Purtroppo l'aquilone finisce su un albero e infine si rompe. Per evitare di essere puniti, Tracy e Polpetta si inventano una storia e cercano di riparare il danno con una stampella di metallo. Quando finalmente anche Van Ruben lo fa volare, il metallo dell'aquilone attira un fulmine che colpisce anche Van Ruben.

## Piccole farfalle crescono

### Trama
In questo episodio si insegnano i nomi degli insetti e il loro ciclo di vita. Van Ruben ha iniziato ad allevare i bruchi, Tracy e Polpetta se ne devono prendere cura, ma al ritorno di Van Ruben i bruchi sembrano tutti morti: in realtà sono trasformati in crisalidi per la metamorfosi. Quando Tracy e Polpetta scoprono che Van Ruben colleziona farfalle (morte), tentano di metterle in salvo con l'aiuto di Bill.

## La doccia scozzese

### Trama
Questo episodio insegna le parole attinenti all'igiene personale. 
Oggi arriva a casa Archibald, lo zio scozzese di Tracy, già visto nella seconda stagione e noto per essere una persona che cerca da sempre di risparmiare e di vivere alle spalle degli altri.
Zio Archibald esaurisce sempre l'acqua calda al bagno e scappa dal ristorante quando dovrebbe pagare il conto, così tutti decidono di far andare via lo zio, sostituendo il dentifricio con la senape piccante, la crema per il viso con del peperoncino, e così via. 
Lo zio Archibald ha imparato la lezione, ma Bill fa notare che anche gli altri amici sprecano carta e acqua quando non sono a casa propria.

## La pianta aggressivora

### Trama
Van Ruben decide di nascondere il suo doblone d'oro nel vaso della pianta carnivora, provocando una strana reazione nella pianta. 
Bill suggerisce di portare la pianta dalla fioraia per scoprire la causa del problema. 
MRs Tree spiega che la pianta è aggressiva perché stressata e propone a tutti di assumere una posizione per la meditazione. 
Intanto Van Ruben cerca di recuperare il suo doblone d'oro, ma viene scoperto e la fioraia trova il doblone nel vaso.

## Computer per tutti

### Trama
In questo episodio si insegnano i nomi degli strumenti informatici. Tracy sta imparando ad usare il computer e chiede aiuto a Van Ruben. Van Ruben è insolitamente buono e spiega come funziona il computer anche a William, il fantasma del bisnonno di Tracy, un personaggio già incontrato nella quarta stagione. Tracy non riesce a capire chi sta usando il suo computer e per questo motivo imposta per due volte una diversa password. Alla fine della storia, per vendetta, Van Ruben infetta il computer con un virus, ma William scarica un antivirus e ottiene anche un certificato di esperto di informatica.

## Tracy rockstar

### Trama
In questo episodio di insegnano i nomi degli strumenti musicali. 
Tracy vorrebbe cantare, ma secondo gli amici è molto stonata. 
Incontra per strada Mr. Drummer, un personaggio che le promette di farla diventare famosa facendola cantare e suonare. 
Per entrare nel mondo dello spettacolo Tracy cambia il colore dei suoi capelli e il suo abbigliamento. 
Mr. Drummer organizza subito un concerto, dove Tracy però riceve dal pubblico solo lattuga e pomodori. 
Alla fine del concerto Mr. Drummer fugge con i soldi dell'incasso e Tracy torna a casa per decidere di iniziare a studiare musica.

## La maledizione della spazzatura

### Trama
In questo episodio si insegnano i nomi dei materiali riciclabili. 
Il parco del quartiere è pieno di spazzatura sparsa in terra, e tutti decidono di andare a ripulirlo. 
Durante le operazioni Van Ruben conosce Mac Rubbish che abita e dorme nel parco e che sparge la spazzatura in terra per tenere tutti lontani dalla propria "casa". Van Ruben si illude di aver trovato anche un tesoro, ma in realtà Mac Rubish è un povero senza casa che possiede solo un materasso e una scatola di fagioli. Dopo aver finito di ripulire il parco per la seconda volta, Mac Rubbish viene aiutato dai quattro amici e va ad abitare in una casa sopra un albero.

## Gli artisti del furto

### Trama
Tutti e quattro gli amici vanno ad una mostra per osservare delle opere d'arte moderna, dove incontrano un artista che ha creato delle singolari e costosissime opere d'arte. Polpetta ne rompe una e Tracy decide di aiutarlo a ripararla per evitare di dover pagare il danno. 
Van Ruben crede che i due amici vogliano rubare le opere d'arte per poi rivenderle, e li aiuta a portare a casa questa opera rotta, ma poco dopo scopre di essere stato ingannato. Quando l'opera viene riportata al museo completamente deformata, sorprendentemente l'artista è felice del cambiamento e chiede a Polpetta di aiutarlo a creare altre opere simili.

## Polpetta e la mangiatona

### Trama
In questo episodio si insegnano i nomi delle parti del corpo umano. 
Polpetta mangia al fast food come un ippopotamo, mentre Tracy si tiene in forma facendo esercizi fisici con Bill. 
Polpetta sogna di partecipare ad una gara dove vince chi mangia di più. 
Il suo sogno diventa un incubo e al suo risveglio si mette a fare esercizi insieme a Tracy e Van Ruben.

## Tutti in video

### Trama
In questo episodio si insegnano alcune celebri filastrocche in inglese per bambini.
Tracy ha deciso di fare un video con le filastrocche più famose, anche Polpetta vuole partecipare, ma entrambi finiscono sempre per bisticciare.
La vicina promette di prestargli una videocamera se loro promettono di fare pace. 
Anche Van Ruben vorrebbe essere ripreso, ma Tracy scappa con la videocamera. 
Durante l'inseguimento si scopre che anche la vicina vuole partecipare alle riprese e per farlo insegna a tutti una filastrocca per la saltare la corda.
Polpetta e Van Ruben renderanno comiche anche queste riprese.

## Con chi vai in vacanza?

### Trama
Tracy riceve una lettera contenente un buono per una vacanza per due persone alle isole Bermuda. 
Polpetta, Van Ruben e Bill cercano di convincere Tracy a fare quel viaggio insieme ad ognuno di loro, anche se Tracy pensa che la persona più adatta con cui andare in vacanza sarebbe Jamima (un'amica di Tracy già incontrata nell'episodio: L'amica virtuale). 
Tutti e tre cercano di vincere la vacanza anche con l'imbroglio, escludendosi a vicenda, scoprendo che Tracy andrà in vacanza con Jamima che la costringerà a fare esclusivamente shopping.

## Grazie del ringraziamento

### Trama
In questo episodio si insegnano le ricette dei piatti tipici del Giorno del ringraziamento.
Per la festa di quest'anno vi è un'ospite: la severa madre di Van Ruben. 
Van Ruben dovrà provare a cucinare per la prima volta per la mamma, ma Polpetta fraintende le loro parole e crede che sarà cucinato arrosto come portata principale della cena. A salvare la situazione arriva Bill che con la sua magia prepara tutti i piatti in un istante.

## Il maniaco dell'ordine

### Trama
Durante la giornata oggetti compaiono e scompaiono senza spiegazione. 
Qualcuno è nascosto in casa e rimette a posto tutto quello che è in disordine. 
Si prepara una rete per catturare l'intruso, ma in realtà è la mamma di Polpetta che è arrivata per fare una sorpresa. 
Aiutandola ognuno scopre un buon motivo per tenere pulita ed in ordine la casa.